# John B. Calhoun
John Bumpass Calhoun (11 de mayo de 1917-7 de septiembre de 1995) (generalmente abreviado, John B. Calhoun) fue un investigador del comportamiento y etólogo estadounidense que destacó por sus estudios sobre la densidad de población y sus efectos sobre el comportamiento. Afirmaba que los sombríos efectos de la superpoblación en los roedores eran un modelo para el futuro de la especie humana. Durante sus estudios, Calhoun acuñó el término sumidero de comportamiento para describir los comportamientos aberrantes en situaciones de densidad de población superpoblada y "bellos" para describir a los individuos pasivos que se retiraban de toda interacción social. Su trabajo obtuvo el reconocimiento mundial. Participó en conferencias en todo el mundo y su opinión fue solicitada por grupos tan diversos como la NASA y el Panel del Distrito de Columbia sobre el hacinamiento en las cárceles locales. Los estudios con ratas de Calhoun sirvieron de base para el desarrollo de las teorías proxémicas de Edward T. Hall en 1966.

## Primeros años y educación
John Bumpass Calhoun nació el 11 de mayo de 1917 en Elkton, Tennessee, el tercer hijo de James Calhoun y Fern Madole Calhoun. Su primer hijo murió en la infancia. Calhoun tenía tres hermanos: una hermana mayor, Polly, y dos hermanos menores, Billy y Dan. Su padre fue director de una escuela secundaria y llegó a ocupar un puesto administrativo en el Departamento de Educación de Tennessee. Su madre era artista.
Su familia se trasladó de Elkton a Brownsville, Tennessee, y finalmente a Nashville, cuando Calhoun estaba en la escuela secundaria.
En esta época, comenzó a asistir a las reuniones de la Sociedad Ornitológica de Tennessee. La sra. Laskey, distinguida por su trabajo en el anillamiento de aves y en el estudio del vencejo de chimenea, fue una influencia fundamental en su desarrollo del anillamiento de aves y sus hábitos. Calhoun pasó sus años de secundaria y bachillerato anillando aves y registrando sus hábitos. Su primer artículo publicado fue en The Migrant, la revista de la Sociedad Ornitológica de Tennessee, cuando tenía quince años.[cita requerida]

## Universidad
A pesar de que su padre se negaba a ayudarle a asistir a una universidad de otro estado, Calhoun se abrió paso en la Universidad de Virginia, donde se licenció en 1939. Durante los veranos trabajó para Alexander Wetmore, director de la Institución Smithsonian, en Washington D. C. realizando trabajos de ornitología. A continuación, obtuvo un máster y un doctorado en la Universidad de Northwestern en 1942 y 1943. El tema de su tesis fue el ritmo de veinticuatro horas de la rata noruega.
Fue en Northwestern donde conoció a su futura esposa, Edith Gressley, que estudiaba biología en una de sus clases.

## Carrera

### Primeros estudios con ratas
Tras graduarse en Northwestern, enseñó en la Universidad de Emory y en la Universidad Estatal de Ohio. En 1946, él y su esposa, Edith, se trasladaron a Towson, Maryland, un suburbio de Baltimore. Calhoun trabajó en el Proyecto de Ecología de Roedores de la Universidad Johns Hopkins. En marzo de 1947, comenzó un estudio de veintiocho meses sobre una colonia de ratas noruegas en un corral exterior de 930 m². A pesar de que cinco hembras en este periodo de tiempo podrían producir teóricamente cinco mil crías sanas para este tamaño de corral, Calhoun descubrió que la población nunca superó los doscientos individuos y se estabilizó en ciento cincuenta. Además, las ratas no estaban dispersas al azar por la zona del corral, sino que se habían organizado en doce o trece colonias locales de una docena de ratas cada una. Señaló que doce ratas es el número máximo que puede vivir en armonía en un grupo natural, más allá del cual el estrés y los efectos psicológicos funcionan como fuerzas de ruptura del grupo.
Mientras estaba destinado en el laboratorio Jackson de Bar Harbor (Maine), siguió estudiando la colonia de ratas noruegas hasta 1951 y nació su primera hija, Cat Calhoun. La familia vivía en la casa de huéspedes de la finca de los Luquer.
Calhoun y su familia regresaron a Silver Spring, Maryland, en 1951. Trabajó en el Centro Médico del Ejército Walter Reed, en la división de neuropsiquiatría, antes de conseguir su puesto en los Institutos Nacionales de la Salud en 1954, donde trabajó durante los siguientes treinta y tres años. 1954 fue también el año en que nació su segunda hija, Cheshire Calhoun.

### Experimentos con ratas noruegas

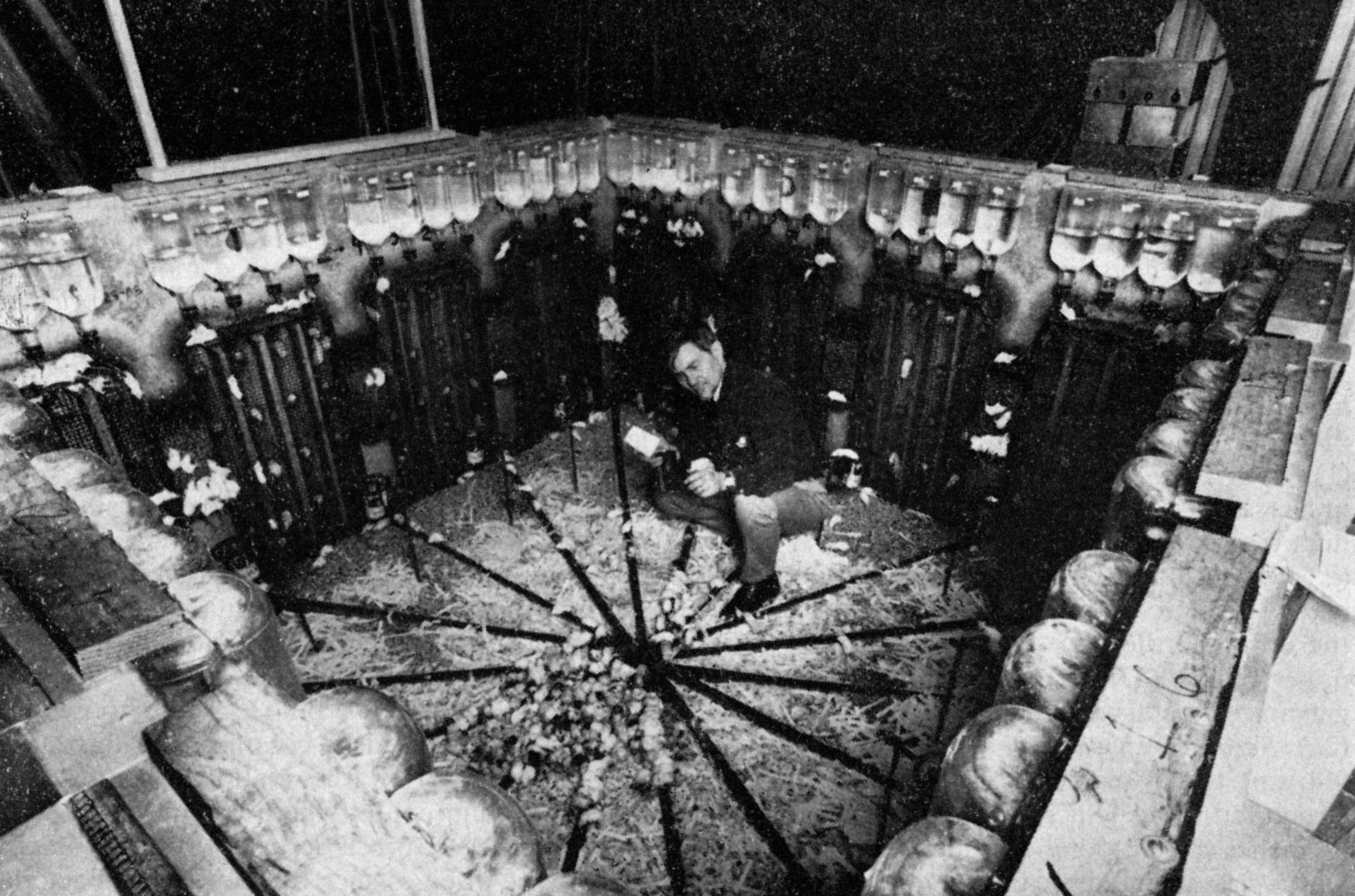
John Calhoun, en 1970, en sus experimentos con ratones.

Calhoun llevó a cabo sus experimentos sobre el comportamiento, utilizando ratas noruegas domesticadas, en su laboratorio situado en el segundo piso de un enorme granero de la granja Casey, en el campo, a las afueras de Rockville, MD. La zona es ahora un centro suburbano, pero el granero sigue en pie, renovado para uso suburbano. En la época en que Calhoun lo ocupaba, había una pequeña y desordenada zona de oficinas al final de la escalera. El olor a roedor era abrumador y sólo después de mucho tiempo podía respirarse con normalidad.[cita requerida]
La zona de investigación estaba dividida en tres partes. En la sección central se construyó una sala en forma de caja. Había un pasillo alrededor de esta caja y unas escaleras que llevaban a la parte superior. Esta caja estaba dividida en cuatro habitaciones, o hábitats, de 3,0 m x 4,3 m x 2,7 m (10 pies x 14 pies x 9 pies). Cada habitación tenía una puerta por la que podía entrar un investigador o un cuidador, y en el techo de cada habitación había una ventana de cristal. A través de estas ventanas se podía observar la actividad de cada sala. Cada sala estaba dividida en cuartos por tabiques de dos pies de altura (0,61 m). Rampas en forma de "V" conectaban los corrales I y II, II y III, y III y IV. Los corrales I y IV no estaban conectados. En la pared de la esquina de cada cuarto había una madriguera artificial a la que se podía acceder por una escalera de caracol. En dos de los cuartos las "madrigueras" estaban a 0,91 m del suelo y en los otros dos, a 1,8 m. En cada cuarto había también un bebedero y un comedero. Estas variaciones en el entorno dieron lugar a diferencias en los patrones de comportamiento y, en última instancia, al concepto de "drenaje conductual".
La investigación realizada en el laboratorio de la granja de Casey comenzó en 1958 y duró hasta 1962, cuando Calhoun fue invitado a pasar un año en el Centro de Estudios Avanzados en Ciencias de la Conducta de Stanford, California.

### Experimentos con ratones
A principios de la década de 1960, el Instituto Nacional de Salud Mental (NIMH) adquirió una propiedad en una zona rural a las afueras de Poolesville, Maryland. Las instalaciones que se construyeron en esta propiedad albergaron varios proyectos de investigación, incluidos los dirigidos por Calhoun. Fue aquí donde se creó su experimento más famoso, el universo de ratones. En julio de 1968, se introdujeron cuatro parejas de ratones en el hábitat. El hábitat era un corral metálico de 9 pies (2,7 m) con lados de 4,5 pies de altura (1,4 m). Cada lado tenía cuatro grupos de cuatro "túneles" verticales de malla metálica. Los "túneles" daban acceso a cajas de anidación, tolvas de comida y dispensadores de agua. No había escasez de comida ni de agua ni de material para anidar. No había depredadores. La única adversidad era el límite de espacio.
Al principio, la población creció rápidamente, duplicándose cada cincuenta y cinco días. La población alcanzó los seiscientos veinte ratones en el día trescientos quince, tras lo cual el crecimiento de la población disminuyó notablemente, duplicándose sólo cada ciento cuarenta y cinco días. El último nacimiento que sobrevivió fue en el día seiscientos, con lo que la población total fue de tan solo dos mil doscientos ratones, a pesar de que el montaje del experimento permitía hasta tres mil ochocientos cuarenta ratones en términos de espacio de anidación. En el periodo comprendido entre el día trescientos quince y el seiscientos se produjo una ruptura de la estructura social y del comportamiento social normal. Entre las aberraciones en el comportamiento se encontraban las siguientes: expulsión de las crías antes de que se completara el destete, heridas a las crías, aumento del comportamiento homosexual, incapacidad de los machos dominantes para mantener la defensa de su territorio y de las hembras, comportamiento agresivo de las hembras, pasividad de los machos no dominantes con aumento de los ataques entre ellos que no se defendían.
Después del día seiscientos, la ruptura social continuó y la población disminuyó hacia la extinción. Durante este periodo las hembras dejaron de reproducirse. Los machos se retiraron por completo, no participando nunca en el cortejo ni en las peleas y dedicándose únicamente a las tareas esenciales para su salud. Comían, bebían, dormían y se acicalaban, todas ellas actividades solitarias. Estos machos se caracterizaban por tener un pelaje liso y sano y por la ausencia de cicatrices. Fueron apodados "los bellos". La cría nunca se reanudó y los patrones de comportamiento cambiaron permanentemente.
Las conclusiones que se extrajeron de este experimento fueron que, cuando se ocupa todo el espacio disponible y se cubren todos los roles sociales, la competencia y las tensiones experimentadas por los individuos darán lugar a un colapso total de los complejos comportamientos sociales, lo que acabará provocando la desaparición de la población.
Calhoun veía el destino de la población de ratones como una metáfora del destino potencial del hombre. Caracterizó el colapso social como una "segunda muerte", en referencia a la "segunda muerte" mencionada en el libro bíblico del Apocalipsis (Apocalipsis 2:11). Su estudio ha sido citado por escritores como Bill Perkins como advertencia de los peligros de vivir en un "mundo cada vez más abarrotado e impersonal". Otros tomaron lecciones diferentes; el historiador médico Edmund Ramsden ha planteado la hipótesis de que la sociedad de los ratones cayó por la excesiva interacción social, más que por la densidad per se. Un escritor de io9 afirmó: "En lugar de un problema de población, se podría argumentar que (el universo de los ratones) tenía un problema de distribución equitativa."

## Recepción y legado
En la década de 1960, él y Leonard Duhl formaron un grupo informal, los Cadetes del Espacio, que se reunían para debatir los usos sociales del espacio (véase proxemia). Los miembros de este grupo procedían de profesiones tan diversas como la arquitectura, la planificación urbana, la física y la psiquiatría. En palabras del propio Calhoun: "Nuestro éxito como seres humanos se ha derivado hasta ahora de que honramos más la desviación que la tradición. El cambio de plantillas siempre ha obtenido una ligera, aunque a menudo tenue, ventaja sobre la obediencia a las plantillas. Ahora debemos buscar con diligencia esas desviaciones creativas de las que, únicamente, surgirá la conceptualización de un proceso de diseño evolutivo. Esto puede asegurarnos un futuro abierto hacia cuya realización podemos participar."[cita requerida]
Mrs. Frisby and the Rats of NIMH, de Robert C. O'Brien y publicado en 1971, se inspiró en la obra de Calhoun. El libro inspiró a su vez una película de animación, The Secret of NIMH. Edmund Ramsden describió uno de los experimentos de Calhoun en el que se colocaba a las ratas en un recinto sellado: "Al final de los experimentos, los únicos animales que seguían vivos habían sobrevivido a un inmenso coste psicológico: asexuados y totalmente retraídos, se agrupaban en una masa vacía y apiñada [...] En palabras de uno de los colaboradores de Calhoun, la "utopía" de los roedores había descendido al "infierno"".
El término "sumidero de comportamiento", acuñado por Calhoun, lo han usado otros en referencia a la degradación moral urbana percibida. Alan Grant, cocreador del personaje distópico del Juez Dredd, ha reconocido la obra de Calhoun como una influencia. Ramsden cree que la obra de Calhoun puede haber influido también en otras obras de ficción apocalíptica, como Soylent Green.[cita requerida]
Calhoun escribió o editó varias publicaciones, entre ellas:
- The Role of Temperature and Natural Selection in Relation to the Variations in the Size of the English Sparrow in the United States (1947)
- Social Welfare as a Variable in Population Dynamics (1957)
- Calculation of Home Range and Density of Small Mammals (con James U. Casby, 1958)
- The Ecology and Sociology of the Norway Rat (1962)
- Environment and Population: Problems of Adaptation: An Experimental Book Integrating Statements by 162 Contributors (editor, 1983)

Calhoun falleció el 7 de septiembre de 1995, a la edad de 78 años. Sus documentos fueron donados a la Biblioteca Nacional de Medicina por Edith Calhoun y el American Heritage Center.